# Arica (stad)
Arica is een havenstad en de hoofdstad van de noordelijke Chileense regio Arica y Parinacota. Arica is tevens een gemeente in de provincie Arica. De stad ligt op 18 kilometer ten zuiden van de grens met Peru en vormt de hoofdstad van de gelijknamige provincie. De bijnaam van de stad is "de stad van de eeuwige lente". Arica telde 221.364 inwoners in 2017.
De stad vormde onderdeel van Peru tot Chileense troepen haar in 1880 veroverden tijdens de Salpeteroorlog. Een van de bekendse gebeurtenissen tijdens deze oorlog was de verovering van de Morro de Arica ("Kaap Arica") bij de stad.
De grond van Arica wordt gezien als het op een na droogste op aarde, na de Droge Valleien van McMurdo op Antarctica.

## Klimaat
Arica kent een warm woestijnklimaat (Köppen BWh). Er valt slechts 0,76 mm neerslag per jaar. De sterkte van de zonneschijn is er vergelijkbaar met de Saharawoestijn. Door de nabijheid van de oceaan onderscheidt het klimaat zich echter van het doorsnee woestijnklimaat. De temperatuurextremen zijn er beperkt door de invloed van de grote watermassa en de luchtvochtigheid is er relatief hoog, vergelijkbaar met een tropisch klimaat.

## Geboren
- Patricio Reyes (1957), voetballer